# Michael Suttnig
Michael Suttnig (* 8. November 1973 in Klagenfurt) ist ein österreichischer Eishockeytorhüter und -funktionär.

## Karriere als Spieler
Michael Suttnig kommt aus dem Nachwuchs des Klagenfurter AC, für den er von 1990 bis 1994 in der Seniorenmannschaft spielte. Von 1994 bis 1998 wechselte er zum EC Graz, bevor er 1998 bis 2003 erneut beim Klagenfurter AC spielte, wo er mehrmals Österreichischer Meister wurde. 2003 wechselte er zum EC Salzburg, für den er 2004/05 auch in der 2. Mannschaft spielte. Während der Saison 2004/05 wechselte er zum EK Zell am See, wo er 2007 seine Spielerkarriere beendete.
International spielte er in der österreichischen Eishockeynationalmannschaft bei den Olympischen Winterspielen 2002 und bei den Eishockey-Weltmeisterschaften bei der B-WM 1992 und bei der A-WM 1993 bis 2003.

## Weitere Karriere
Nach dem Ende seiner Spielerkarriere studierte Michael Suttnig Wirtschaft und Recht an der Universität Klagenfurt und promovierte 2011. Bereits 2008 wurde durch den österreichischen Eishockeyverband ein von ihm mitentwickeltes Konzept für ein spezielles Eishockeytorhütercamp umgesetzt. Zuerst arbeitete er in der Privatwirtschaft und war aber zugleich im sportjournalistischen Bereich tätig, wo er über den KAC schrieb. Daneben war er Mitautor des Buches Mein Kind im Sport. Ab der Saison 2011/12 übernahm er daneben noch die Funktion als Torhütertrainer in der U18-Nachwuchsnationalmannschaft. Ab dem Sommer 2014 übernahm er als Hauptamtliche Funktion die Position des Chef der EBYSL – dem Nachwuchsbereich der Österreichischen Eishockey-Liga – genannt Erste Bank Liga.